# Glenea holonigripennis
Glenea holonigripennis är en skalbaggsart som beskrevs av Stefan von Breuning 1956. Glenea holonigripennis ingår i släktet Glenea och familjen långhorningar. Inga underarter finns listade i Catalogue of Life.